# Fasciclia ofwegeni
Fasciclia ofwegeni is een zachte koraalsoort uit de familie Xeniidae. De koraalsoort komt uit het geslacht Fasciclia. Fasciclia ofwegeni werd in 2008 voor het eerst wetenschappelijk beschreven door Janes. 